# Гражданство Канады
Гражданин Канады — человек, имеющий гражданство государства Канада.
Способы получения гражданства Канады:
- По праву рождения;
- По происхождению (праву почвы);
- В процессе натурализации.

Канадское гражданство можно получить при удовлетворении следующим условиям:
- быть 18 лет и старше;
- постоянно проживать на территории Канады;
- иметь статус Permanent Resident (то есть иметь статус постоянного жителя Канады).

Также — сдать письменный тест на знание канадской истории, культуры, географии и политического устройства.
Для пребывания в стране нужна туристическая виза сроком на полгода, затем — рабочая или студенческая виза, либо брак с гражданином или гражданкой Канады. 
Ежегодно почти 250 тысяч человек подают заявление на канадское гражданство.

## Особые случаи
Согласно закону, гражданин Канады может автоматически передать своё гражданство своему ребёнку, рождённому за пределами Канады, только в том случае, если родился на территории Канады или получил своё гражданство путём натурализации.
Если же гражданин Канады родился за пределами Канады и получил своё гражданство от родителей (рождённых в Канаде или натурализованных), то автоматически передать своё гражданство своему ребёнку он не может.